# Keegan Rosenberry
Keegan Rosenberry, né le 11 décembre 1993 à Harrisburg en Pennsylvanie, est un joueur américain de soccer. Il évolue au poste d'arrière droit aux Rapids du Colorado en MLS.

## Biographie
Après des études à l'Université de Georgetown, il est repêché en troisième position lors de la MLS SuperDraft de 2016 par l'Union de Philadelphie.